# Буждиган Пилип Пилипович
Пилип Пилипович Буждиган (нар. 20 червня 1952, с. Стецева, Снятинський район, Івано-Франківська область) — український політик. Народний депутат України III та IV скликань. Колишній 1-й секретар Івано-Франківського обласного комітету Комуністичної партії України.

## Життєпис
Народився 20 червня 1952 року в с. Стецева, Снятинського району, Івано-Франківської області, українець.

### Освіта
В 1975 році закінчив Івано-Франківський державний педагогічний інститут ім. В.Стефаника, учитель історії та суспільствознавства.
В 1989 році закінчив Вищу партійну школу при ЦК КПУ.

### Трудова діяльність
- 1975—1979 — вчитель СШ Рівненської і Івано-Франківської областей.
- 1979—1991 — на партійній роботі.
- 1991—1994 — заступник директора фірми МТК, директор Богородчанської філії фірми «МТК».
- 1994—1998 — директор, фірма «ФІЛО», с. Підгір'я Івано-Франківської області.

## Політична діяльність
Народний депутат України III скликання з березня 1998 року по квітень 2002 року від КПУ, № 49 в списку. На час виборів: директор фірми «ФІЛО» (Івано-Франківська область, смт Богородчани), член КПУ. Член Комітету з питань економічної політики, управління народним господарством, власності та інвестицій (з липня 1998); член фракції КПУ (травень 1998).
Народний депутат України IV скликання з квітня 2002 року по квітень 2006 року від КПУ, № 57 в списку. На час виборів: народний депутат України, член КПУ. Член фракції комуністів (з травня 2002), член Комітету з питань економічної політики, управління народним господарством, власності та інвестицій (з червня 2002).